# Saurothera vetula
Saurothera vetula é uma espécie de ave da família Cuculidae.
Pode ser encontrada nos seguintes países: Cayman Islands e Jamaica.
Os seus habitats naturais são: florestas secas tropicais ou subtropicais e florestas subtropicais ou tropicais húmidas de baixa altitude.